# 侍中湖

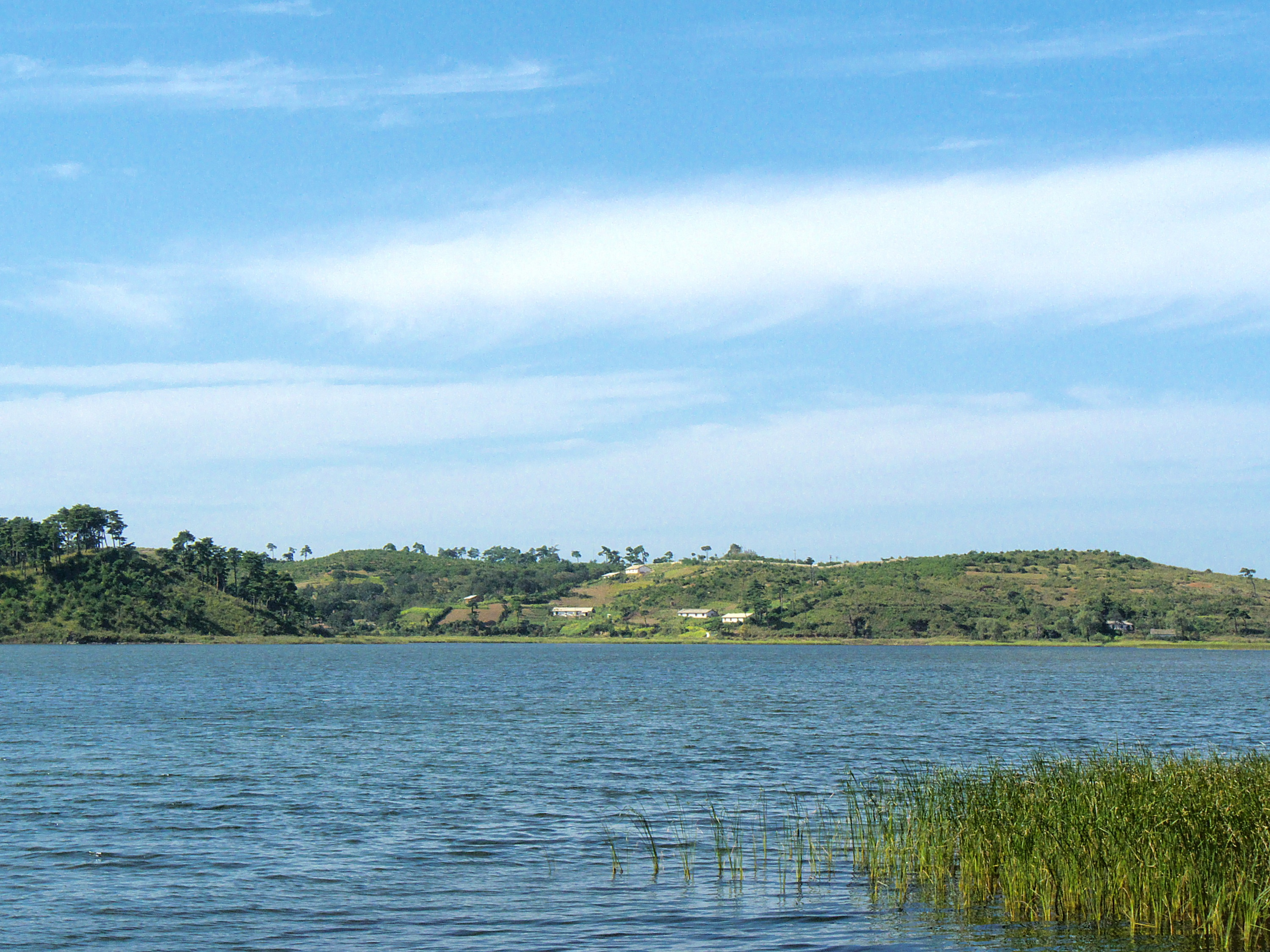
侍中湖

侍中湖（：／ Sijung ho）位於朝鮮江原道通川郡，從元山市往南走約48公里的著名觀光熱點，它的南部距金剛山約60公里，它隔「元山 - 金剛山高速公路」就是一望無際的朝鮮東海及白沙灘，周圍開遍朝鮮國花海棠花，屬於鹹水湖，方圓11.8公里，長3.5公里，寬0.8公里，總面積約達2.94平方公里。湖邊遍布茂密的松樹，湖水清澈平靜。湖裡的水產有烏魚、鯰魚、鯉魚及鯽魚等。此外，湖底淤泥含有豐富礦物質，被廣泛用於治療。

## 图片
- 侍中湖沙滩
- 湖心小岛
- 沉船

## 特產
- 柿子：秋季的產品。